# Championnats de France d'hiver de natation 1965
Navigation
Paris été 1964 Paris été 1965
Les championnats de France d'hiver de natation 1965 se tiennent à la piscine Vallier de Marseille, un bassin de 25 mètres. La première édition des championnats de France de natation a lieu en 1899 et ils se déroulent annuellement. Durant la période de 1961 à 1996 deux éditions ont lieu par an, les championnats de France d'hiver et d'été.

## Résultats
|                   | Homme           | Homme         | Femme            | Femme        |
| Épreuve           | Nageur          | Résultat      | Nageur           | Résultat     |
| ----------------- | --------------- | ------------- | ---------------- | ------------ |
| 50 m nage libre   | Raymond Césaire | 25 s 6        | Noëlle Lefèvre   | 29 s 1       |
| 100 m nage libre  |                 |               |                  |              |
| 200 m nage libre  | Jean Pommat     | 2 min 03 s 5  | Annie Vanacker   | 2 min 22 s 3 |
| 400 m nage libre  |                 |               |                  |              |
| 800 m nage libre  |                 |               |                  |              |
| 1500 m nage libre | Francis Luyce   | 18 min 03 s 4 |                  |              |
| 50 m dos          |                 |               | Christine Caron  | 32 s 3       |
| 100 m dos         | Gilles Moreau   | 1 min 03 s 8  |                  |              |
| 200 m dos         |                 |               | Christine Caron  | 2 min 32 s 4 |
| 50 m brasse       |                 |               |                  |              |
| 100 m brasse      | George Kiehl    | 1 min 10 s 9  | Nicolle Varvenne | 1 min 23 s 5 |
| 200 m brasse      |                 |               |                  |              |
| 50 m papillon     |                 |               |                  |              |
| 100 m papillon    | Jean Pommat     | 1 min 00 s 8  |                  |              |
| 200 m papillon    |                 |               |                  |              |
| 200 m 4 nages     | Gilles Moreau   | 2 min 23 s 2  | Danièle Dorléans | 2 min 42 s 0 |
| 400 m 4 nages     |                 |               |                  |              |